# Charles McIlvaine (Ruderer)
Charles Joseph McIlvaine senior (* 6. August 1903 in Philadelphia; † 30. Januar 1975 in Ocean City, New Jersey) war ein US-amerikanischer Ruderer. 
Charles McIlvaine graduierte an der University of Pennsylvania und ruderte für den Penn Athletic Club. Zusammen mit Paul Costello siegte er im Doppelzweier mehrfach bei den amerikanischen Meisterschaften. 
Bei den Olympischen Spielen 1928 in Amsterdam nahmen im Doppelzweier insgesamt zehn Boote teil. Costello und McIlvaine siegten im Vorlauf gegen die Schweizer Rudolf Bosshard und Maurice Rieder und im Zwischenlauf gegen die Österreicher Leo Losert und Viktor Flessl. Da sowohl die Schweizer als auch die Österreicher über die Hoffnungsläufe aufstiegen, besiegten Costello und McIlvaine im Viertelfinale erneut die Schweizer und im Halbfinale erneut die Österreicher. Im rein amerikanischen Finale siegten Costello und McIlvaine mit fast zehn Sekunden Vorsprung vor den Kanadiern Joseph Wright und John Guest.
Charles McIlvaines gleichnamiger Sohn gewann 1955 im US-Achter bei den Panamerikanischen Spielen.